# Misiones megye
Misiones  egy megye Paraguayban. A fővárosa San Juan Bautista.

## Földrajz
Az ország északi részén található. Megyeszékhely: San Juan Bautista

## Települések
10 szervezeti egységre oszlik:
1. Ayolas
2. San Ignacio
3. San Juan Bautista
4. San Miguel
5. San Patricio
6. Santa María
7. Santa Rosa
8. Santiago
9. Villa Florida
10. Yabebyry